# Bacopa oxycalyx
Bacopa oxycalyx är en grobladsväxtart som beskrevs av Brother Alain. Bacopa oxycalyx ingår i släktet tjockbladssläktet, och familjen grobladsväxter. Inga underarter finns listade i Catalogue of Life.